# Lista światowego dziedzictwa UNESCO w Kanadzie
Lista światowego dziedzictwa UNESCO w Kanadzie – lista miejsc w Kanadzie wpisanych na listę światowego dziedzictwa UNESCO, ustanowionej na mocy Konwencji w sprawie ochrony światowego dziedzictwa kulturowego i naturalnego, przyjętej przez UNESCO na 17. sesji w Paryżu 16 listopada 1972 i ratyfikowanej przez Kanadę 23 lipca 1976 roku.
Obecnie (stan w 2023 roku) na liście znajdują się 22 obiekty: 10 dziedzictwa kulturowego, 11 o charakterze przyrodniczym i jeden o charakterze mieszanym.
Na kanadyjskiej liście informacyjnej UNESCO – liście obiektów, które Kanada zamierza rozpatrzyć do zgłoszenia do wpisu na listę światowego dziedzictwa – znajduje się 10 obiektów (stan w roku 2023).

## Obiekty na liście światowego dziedzictwa UNESCO
Poniższa tabela przedstawia kanadyjskie obiekty na liście światowego dziedzictwa UNESCO:
nr ref. – numer referencyjny UNESCO
obiekt – polskie tłumaczenie nazwy wpisu na liście wraz z jej angielskim oryginałem
położenie – prowincja, miasto; współrzędne geograficzne
typ – klasyfikacja według Komitetu Światowego Dziedzictwa:
- kulturowe (K)
- przyrodnicze (P)
- kulturowo–przyrodnicze (K,P)

rok wpisu – roku wpisu na listę i rozszerzenia wpisu
opis – krótki opis obiektu wraz z informacjami o jego zagrożeniu.
     wpis wspólny ze Stanami Zjednoczonymi
| Nr ref. | Obiekt | Zdjęcie | Położenie                                                                         | Typ                  | Rok              | Opis |
| ------- | --- | ------- | --------------------------------------------------------------------------------- | -------------------- | ---------------- | --- |
| 4       | Narodowy Park Historyczny L'Anse aux Meadows – pozostałości wioski wikingów L’Anse aux Meadows National Historic Site                                                         |         | Nowa Fundlandia i Labrador 51°35′49″N 55°31′58″W/51,596944 -55,532778             | K (vi)               | 1978             | Pozostałości wioski Wikingów z XI w. na północnym krańcu Nowej Fundlandii – pierwsze świadectwo bytności Europejczyków w Ameryce Północnej. Pozostałości zabudowań przypominają zabudowania odkryte na Grenlandii i Islandii. |
| 24      | Park Narodowy Nahanni Nahanni National Park |         | Terytoria Północno-Zachodnie 51°35′49″N 55°31′58″W/51,596944 -55,532778           | P (vii)(viii)        | 1978             | Park narodowy wzdłuż rzeki South Nahanni, którego krajobraz charakteryzuje się głębokimi kanionami i licznymi wodospadami. Na terenie parku znajduje się również system jaskiń wapiennych. |
| 71      | Prowincjalny Park Dinozaurów Dinosaur Provincial Park |         | Alberta 50°45′34,7″N 111°28′54,7″W/50,759631 -111,481869                          | P (vii)(viii)        | 1979             | Obszar chroniony, na terenie którego odkryto liczne skamieniałości z ery mezozoicznej, w tym 38 gatunków dinozaurów, których wiek datowany jest na ok. 75 milionów lat. |
| 72      | Parki Narodowe: Kluane, Wrangla-Świętego Eliasza, Zatoki Lodowcowej (Glacier Bay) oraz Park Tatshenshini-Alsek Kluane / Wrangell-St. Elias / Glacier Bay / Tatshenshini-Alsek |         |                                                                                   | P (vii)(viii)(ix)(x) | 1979, 1992, 1994 | Wpis razem ze Stanami Zjednoczonymi, obejmuje cztery parki narodowe na granicy Kanady i USA utworzone dla ochrony krajobrazów wysokogórskich i lodowców. Znajduje tu się największe niepolarne pole lodowe na świecie. |
|         | Park Narodowy Kluane |         | Jukon 61°11′51,3″N 140°59′31,1″W/61,197583 -140,991972                            |                      |                  | |
|         | Park Narodowy Wrangla-Świętego Eliasza |         | Alaska 61°00′00″N 142°00′00″W/61,000000 -142,000000                               |                      |                  | |
|         | Park Narodowy Glacier Bay |         | Alaska 58°42′00″N 137°00′00″W/58,700000 -137,000000                               |                      |                  | |
|         | Park Tatshenshini-Alsek |         | Kolumbia Brytyjska 59°41′55,9″N 137°09′43,8″W/59,698861 -137,162169               |                      |                  | |
| 157     | SGang Gwaay |         | Kolumbia Brytyjska 52°23′21″N 131°28′16″W/52,389167 -131,471111                   | K (iii)              | 1981             | Na wyspie SGang Gwaay znajdują się pozostałości osady Indian Haida – Ninstints, z zachowanymi fragmentami domów i totemami. |
| 158     | „Urwisko Bizonów” Head-Smashed-In Buffalo Jump |         | Alberta 49°42′19,2″N 113°39′12,6″W/49,705333 -113,653500                          | K (vi)               | 1981             | Ślady szlaków i pozostałości obozowisk ludów tubylczych Ameryki Północnej, oraz kurhan z licznymi szkieletami bizonów – świadectwo praktyk myśliwskich na przestrzeni 6 tys. lat. Polowanie na bizony odbywało się poprzez zapędzanie bizonów na skraj urwiska, z którego zwierzęta spadały. |
| 256     | Park Narodowy Bizona Leśnego Wood Buffalo National Park |         | Alberta Terytoria Północno-Zachodnie 59°00′00″N 113°00′00″W/59,000000 -113,000000 | P (vii)(ix)(x)       | 1983             | Park narodowy na równinach środkowo-północnej Kanady, gdzie żyje największa w Ameryce Północnej populacja bizonów na wolności. |
| 304     | Parki kanadyjskich Gór Skalistych Canadian Rocky Mountain Parks |         |                                                                                   | P (vii)(viii)        | 1984, 1990       | Sąsiadujące ze sobą cztery parki narodowe i trzy parki prowincjalne utworzone dla ochrony krajobrazów górskich z licznymi szczytami, lodowcami, wodospadami, kanionami i jaskiniami wapiennymi. Znajduje się tu również stanowisko paleontologiczne Łupki z Burgess ze środkowokambryjskimi skamieniałościami.                                                                                       |
|         | Park Narodowy Banff |         | Alberta 51°10′00″N 115°33′00″W/51,166667 -115,550000                              |                      |                  | |
|         | Park Narodowy Jasper |         | Alberta 52°55′55,5″N 117°55′48,0″W/52,932089 -117,929989                          |                      |                  | |
|         | Park Narodowy Kootenay |         | Kolumbia Brytyjska 50°52′59″N 116°02′57″W/50,883056 -116,049167                   |                      |                  | |
|         | Park Narodowy Yoho |         | Kolumbia Brytyjska 51°20′25,7″N 116°27′30,6″W/51,340481 -116,458511               |                      |                  | |
|         | Park Prowincjalny Mount Robson |         | Kolumbia Brytyjska 53°06′37″N 119°09′24″W/53,110278 -119,156667                   |                      |                  | |
|         | Park Prowincjalny Mount Assiniboine |         | Kolumbia Brytyjska 50°50′00″N 115°35′00″W/50,833333 -115,583333                   |                      |                  | |
|         | Park Prowincjalny Hamber |         | Kolumbia Brytyjska 52°22′05″N 117°51′59″W/52,368056 -117,866389                   |                      |                  | |
| 300     | Zabytkowa dzielnica Quebecu Historic District of Old Québec |         | Québec 46°48′47″N 71°12′29″W/46,813056 -71,208056                                 | K (iv)(vi)           | 1985             | Założone na początku XVII w. przez Samuela de Champlaina (1570–1635) miasto Québec, to jedyne miasto Ameryki Północnej z zachowanymi fortyfikacjami. Fortyfikacje otaczają stare miasto, które dzieli się na miasto górne z zabudowaniami administracyjnymi, kościołami i zamkiem, i miasto dolne z zabudowaniami mieszkalnymi. Jeden z najlepszych przykładów ufortyfikowanego miasta kolonialnego. |
| 419     | Park Narodowy Gros Morne Gros Morne National Park |         | Nowa Fundlandia i Labrador 49°39′09,2″N 57°45′21,3″W/49,652561 -57,755911         | P (vii)(viii)        | 1987             | Park narodowy na zachodnim wybrzeżu Nowej Fundlandii otaczający ochroną obszar z odsłoniętymi skałami płaszcza Ziemi i skorupy oceanicznej – rzadkie świadectwo dryftu kontynentalnego. Krajobraz ma charakter polodowcowy z licznymi fiordami, u-kształtnymi dolinami, wodospadami i jeziorami. |
| 741     | Stare miasto Lunenburga Old Town Lunenburg |         | Nowa Szkocja 44°22′34″N 64°18′33″W/44,376111 -64,309167                           | K (iv)(v)            | 1995             | Założony w 1753 roku Lunenburg to najlepiej zachowany przykład brytyjskiego osadnictwa kolonialnego w Ameryce Północnej z historyczną zabudową drewnianą. |
| 354     | Międzynarodowy Park Pokoju Waterton-Glacier Waterton Glacier International Peace Park                                                                                         |         | Alberta 48°59′49,8″N 113°54′15,0″W/48,997167 -113,904167                          | P (vii)(ix)          | 1995             | Wpis razem ze Stanami Zjednoczonymi, obejmujący utworzony w 1932 roku „Międzynarodowy Park Pokoju” powstały z połączenia kanadyjskiego Parku Narodowego Waterton Lakes i amerykańskiego Parku Narodowego Glacier. |
| 686     | Park Narodowy Miguasha Miguasha National Park |         | Quebec 48°06′38″N 66°22′10″W/48,110556 -66,369444                                 | P (viii)             | 1999             | Park narodowy na półwyspie Gaspésie obejmuje ochroną tereny o wyjątkowym znaczeniu paleontologicznym, gdzie występują liczne skamieniałości z okresu dewonu, z największą na świecie koncentracją skamieniałości ryb trzonopłetwych. |
| 1221    | Kanał Rideau Rideau Canal |         | Ontario 45°25′33″N 75°41′50″W/45,425833 -75,697222                                | P (i)(iv)            | 2007             | Doskonale zachowany XIX-wieczny kanał o długości 202 km, łączący Ottawę z Kingston. Wybudowany dla militarnych celów strategicznych w okresie, kiedy Wielka Brytania rywalizowała ze Stanami Zjednoczonymi o kontrolę w regionie. Do dziś żeglowny na całej długości. |
| 1285    | Klify w Joggins Joggins Fossil Cliffs |         | Nowa Szkocja 45°06′36″N 64°18′40″W/45,110000 -64,311111                           | P (viii)             | 2008             | Stanowisko paleontologiczne wzdłuż wybrzeży Nowej Szkocji obejmujące powierzchnię 689 ha, gdzie występują liczne skamieniałości z okresu karbonu. Zachowały się tu najlepiej zachowane skamieniałe ślady zwierząt (20 grup śladów) oraz skamieniałe pozostałości 96 rodzajów i 148 gatunków organizmów.                                                                                              |
| 1404    | Krajobraz Grand Pré Joggins Fossil Cliffs |         | Nowa Szkocja 45°41′30,8″N 64°26′36,9″W/45,691883 -64,443569                       | K (v)(vi)            | 2012             | Krajobraz kulturowy osady rolniczej – Grand-Pré – zbudowanej przez osadników z Akadii, stosujących system grobli i drewnianych śluz przeciwdziałających skutkom przypływów i zakładających poldery. Akadianie zostali deportowani w 1755 roku (fr. Grand Dérangement) a po nich nastali Brytyjczycy.                                                                                                 |
| 1412    | Baza wielorybnicza Basków w Red Bay Red Bay Basque Whaling Station |         | Nowa Fundlandia i Labrador 51°43′55″N 56°25′32″W/51,731944 -56,425556             | K (iii)(iv)          | 2013             | Pozostałości bazy wielorybników założonej w XVI wieku przez baskijskich żeglarzy na wybrzeżu Labradoru. Baza służyła do połowów przybrzeżnych, rozbierania tuszy, wytapiania tłuszczu i jego przechowywania. Do dziś zachowały się pozostałości pieców, warsztatów bednarskich, nabrzeża, obiektów mieszkalnych a także wraki statków i kości wielorybów.                                            |
| 1497    | Mistaken Point |         | Nowa Fundlandia i Labrador 46°37′55″N 53°11′25″W/46,631944 -53,190278             | P (viii)             | 2016             | Pas urwistego wybrzeża Mistaken Point na południowo-wschodnim skraju wyspy Nowej Fundlandii, gdzie występują liczne skamieniałości z okresu ediakaru. Znajduje się tu ponad 10 tys. skamieniałości. |
| 1415    | Pimachiowin Aki |         | Manitoba Ontario 51°49′00″N 95°24′00″W/51,816667 -95,400000                       | K,P (iii)(vi)(ix)    | 2018             | Leśny krajobraz kulturowy pięciu pierwszych narodów (ang. First Nations) Odżibwejów – Pikangikum, Poplar River, Pauingassi, Little Grand Rapids i Bloodvein – obejmujący obszary tajgi. |
| 1597    | Park Prowincjalny Writing-on-Stone Writing-on-Stone / Áísínai’pi |         | Alberta 49°04′55″N 111°37′01″W/49,081944 -111,616944                              | K (iii)              | 2019             | Święte miejsce na terytorium Czarnych Stóp z 138 rysunkami naskalnymi w dolinie rzeki Milk River. Petroglify i piktogramy na ścianach doliny przedstawiają motywy antropomorficzne i zoomorficzne. |
| 1686    | Anticosti |         | Quebec 49°30′00″N 63°00′00″W/49,500000 -63,000000                                 | P (viii)             | 2023             | Wyspa w Zatoce Świętego Wawrzyńca, gdzie występuje warstwa skał wapiennych o grubości prawie 1 km, tworząc unikalny zapis geologiczny z pogranicza ordowiku i syluru. |
| 1564    | Tr’ondëk-Klondike |         | Jukon 64°00′00″N 139°00′00″W/64,000000 -139,000000                                | K (iv)(vi)           | 2004             | Krajobraz kulturowy pomiędzy rzekami Jukon a Klondike ze świadectwami gorączki złota nad Klondike. |

## Obiekty na kanadyjskiej Liście Informacyjnej UNESCO
Poniższa tabela przedstawia obiekty na kanadyjskiej liście informacyjnej UNESCO:
nr ref. – numer referencyjny UNESCO
obiekt – polskie nazwa obiektu wraz z jej angielskim oryginałem na kanadyjskiej liście informacyjnej
położenie – miasto, prowincja; współrzędne geograficzne
typ – klasyfikacja według zgłoszenia:
- kulturowe (K)
- przyrodnicze (P)
- kulturowo–przyrodnicze (K,P)

rok wpisu – roku wpisu na listę informacyjną
opis – krótki opis obiektu wraz z informacjami o jego zagrożeniu.
| Nr ref. | Obiekt | Zdjęcie | Położenie                                                       | Typ                          | Rok  | Opis |
| ------- | --- | ------- | --------------------------------------------------------------- | ---------------------------- | ---- | --- |
| 1938    | Park Narodowy Gwaii Haanas Archaeological site of Marib |         | Kolumbia Brytyjska 52°23′21″N 131°28′16″W/52,389167 -131,471111 | K,P (iii)(v)(vi)(vii)(ix)(x) | 2004 | Park narodowy zajmujący ok. 15% powierzchni Wysp Królowej Charlotty – 138 wysp o obszarze 1495 km² oraz obszar wodny 3400 km². Na terenie paru znajduje się SGang Gwaay wpisany w 1981 roku na listę UNESCO. Na terenie parku znajdują się dwie inne osady indiańskie – Tanu i Skedans oraz ponad 600 obiektów archeologicznych. |
| 1939    | Ivvavik/Vuntut/Park Prowincjalny Qikiqtaruk Ivvavik / Vuntut / Herschel Island (Qikiqtaruk)                                                                                      |         |                                                                 | K,P (iv)(v)(vii)(viii)(x)    | 2004 | Dwa parki narodowe: Ivvavik i Vuntut i jeden park prowincjalny Qikiqtaruk (Herschel Island) – część historycznej Beringii. Na ich terenie żyje około 10% światowej populacji karibu. |
|         | Park Narodowy Ivvavik |         | Jukon 69°31′11″N 139°31′30″W/69,519722 -139,525000              |                              |      | |
|         | Park Narodowy Vuntut |         | Jukon 68°22′44,2″N 139°41′43,0″W/68,378950 -139,695281          |                              |      | |
|         | Park Prowincjalny Qikiqtaruk |         | Jukon 69°35′09″N 139°04′35″W/69,585833 -139,076389              |                              |      | |
| 1943    | Park Narodowy Quttinirpaaq Quttinirpaaq |         | Nunavut 82°04′06,6″N 69°37′13,3″W/82,068511 -69,620361          | K,P (iii)(vii)(viii)(x)      | 2004 | Park narodowy obejmujący najbardziej na północ wysunięte ziemi Kanady, oddalone od bieguna północnego o 720 km – północny kraniec Wyspy Ellesmere’a. Większość parku to pustynia lodowa. Występują tu grube na 80 m lodowce szelfowe z wody słodkiej spływające na kilka kilometrów w głąb Oceanu Arktycznego.                   |
| 6338    | Obszar chroniony raf szklanych gąbek w Hecate Strait i Queen Charlotte Sound Hecate Strait and Queen Charlotte Sound Glass Sponge Reefs Marine Protected Area                    |         | Quebec                                                          | P (viii)(ix)(x)              | 2018 | Cztery wielkie rafy zbudowane z gąbek szklanych zostały odkryte w Hecate Strait i Queen Charlotte Sound w 1987 roku. Jest to największe skupisko żywych raf gąbek szklanych na świecie. |
| 6339    | Qajartalik |         | Nunavut 61°19′53,7″N 71°29′58,7″W/61,331574 -71,499644          | K (iii)                      | 2018 | 150 petroglifów wyrytych w skałach steatytowych z okresu kultury Dorsetu. Większość przedstawia ludzkie twarze. |
| 6340    | Park Narodowy Sirmilik i przyszły narodowy morski obszar chroniony Tallurutiup Imanga Sirmilik National Park and Tallurutiup Imanga (proposed) National Marine Conservation Area |         | Nunavut 73°51′07,7″N 83°04′50,1″W/73,852136 -83,080591          | K, P (v)(ix)                 | 2018 | Park Narodowy Sirmilik i przyszły narodowy morski obszar chroniony Tallurutiup Imanga to doskonały przykład wybrzeża arktycznego z licznymi lodowcami i fiordami. Obszar zamieszkany jest od 3 tys. lat. |
| 6341    | Stein Valley |         | Kolumbia Brytyjska 50°15′26″N 122°00′12″W/50,257222 -122,003333 | K (iii)(vi)                  | 2018 | Krajobraz kulturowy Indian Nlaka'pamux, tradycyjne tereny polowań i połowu ryb, z licznymi świętymi miejscami, petroglifami a także rysunkami nadrzewnymi. |
| 6342    | Wanuskewin |         | Saskatchewan 52°13′25″N 106°35′42″W/52,223611 -106,595000       | K (iii)                      | 2018 | Park historyczny z 19 stanowiskami archeologicznymi ze świadectwami obecności człowieka na prerii na przestrzeni ostatnich 6 tys. lat. |
| 6343    | Płaty lodowe Jukonu Yukon Ice Patches |         | Jukon 60°16′49,6″N 135°41′36,6″W/60,280444 -135,693500          | K (iii)(v)                   | 2018 | Odkryte w 1997 roku płaty lodowe na ziemi Carcross i Tagish w południowym Jukonie, skrywające broń myśliwską i narzędzia, a także drewno, pióra, ścięgna i ochrę używane podczas polowań. Dotychczas z lodu wydobyto ponad 100 artefaktów, z których najstarsze liczą 7500 lat.                                                  |